# Anna Muggen
Anna Muggen, död 1608, var en holländare som avrättades för häxeri. Hon är känd som den som utpekas som den sista person som avrättades för häxeri i Holland.